# Gennaro Gattuso
Gennaro Ivan Gattuso (født 9. januar 1978) er en italiensk fodboldtræner, og tidligere fodboldspiller, som er træner for Italiens landshold. Han spillede som midtbanespiller i sin karriere, og er bedst kendt for en 13-årig periode hos Milan. 

## Klubkarriere

### Tidlige karriere
Gattuso begyndte sin karriere hos Perugia, men spillede kun få kampe for klubben, før han i en alder af 19 år skiftede til det skotske tophold Glasgow Rangers. På trods af hans unge alder, så imponerede Gattuso i sin debutsæson med klubben, hvor han blev etableret som en fast mand på holdet. Han kunne dog ikke holde denne plads efter at træner Walter Smith, som havde hentet Gattuso til klubben, forlod klubben og blev erstattet af Dick Advocaat, som ikke havde Gattuso i sine planer for holdet. Han blev derfor solgt til Salernitana.

### Milan
Efter at have imponeret i sin ene sæson hos Salernitana, så blev Gattuso hentet af A.C. Milan i juni 1999. Han blev over de næste sæsoner etableret som en fast mand på holdet. Hans fysiske styrke og utrættelighed gjorde ham hurtigt til en fan favorit, og fik her kælenavnet Ringhio. Han havde især succes i en duo med Andrea Pirlo, da de to spillere komplimenterede hinanden. Hans første store succes med klubben kom i 2002-03 sæsonen, hvor han var del af Milan vandt UEFA Champions League finalen, da de slog ærkerivalerne Juventus på straffesparkskonkurrence.
Den 26. september 2006 spillede han sin kamp nummer 300 hos Milan, og et halvt år senere forlængede han sin kontrakt med klubben. Han var samme år med til at vinde sin anden Champions League finale, da Milan sejrede 2-1 over Liverpool, og hermed revancherede finalen to år tidligere, hvor de havde tabt til samme modstander.
Han blev i sin tid hos klubben ofte kendt for sit temperament, hvilke ledte til flere problemer. Under en Champions League kamp imod Ajax i 2003 fik han rødt kort for at slå Zlatan Ibrahimovic. I 2005 kom han op og toppes med Christian Poulsen efter en kamp mellem Milan og Schalke 04, efter at Poulsen havde mandsopdækket Kaká hele kampen. Den nok mest markante episode skete dog i februar 2011 under en kamp imod Tottenham Hotspur. Gattuso kom her i konflikt med Tottenhams assistenttræner Joe Jordan, hvilke eskalerede til at Gattuso nikkede Jordan en skalle efter kampen. Han blev som resultat suspenderet i fem kampe.
Han fortsatte med klubben frem til 2012, hvor han forlod ved kontraktudløb.

### Sion
Gattuso skiftede i juni 2012 til schweiziske FC Sion. Han blev i februar 2013 gjort til holdets nye træner, og hermed stoppede hans spillerkarriere.

## Landsholdskarriere

### Ungdomslandshold
Gattuso har repræsenteret Italien på flere ungdomsniveauer.

### Seniorlandshold
Gattuso debuterede for Italiens landshold den 23. februar 2000. Han spillede i alt 73 kampe og scorede et enkelt mål. Han var del af truppen, som vandt verdensmesterskabet i 2006.

## Trænerkarriere

### Tidlige karriere
Gattusos trænerkarriere begyndte da han overtog jobbet som træner i Sion i februar 2013. Han klarede dog kun 11 ligakampe med holdet, før han blev fyret i maj af samme år.
Han blev herefter hyret af Serie B-klubben Palermo  juni 2013. Han varede dog kun seks ligakampe, før han blev fyret i september.
Hans næste job var hos den græske klub OFI Kreta i juni 2014. Han blev hos klubben frem til december af samme år, hvor han sagde op som resultat af klubbens pressede finanser.
Gattuso blev i august 2015 hyret af Lega Pro-klubben Pisa. Han ledte dem til oprykning til Serie B i sin første sæson med klubben. Han sagde dog pludseligt op efter sæsonen, men bare en måned efter at have stoppet i klubben, så blev han genansat. Han kunne dog ikke stoppe dem fra at rykke direkte ned igen, på trods af, at Pisa havde ligaens bedste defensiv.

### Milan
Gattuso vendte tilbage til Milan i maj 2017, da han blev hyret som træner for andetholdet A.C. Milan Primavera. I november af samme år blev han forfremmet til træner for førsteholdet efter fyringen af Vincenzo Montella. Han blev i rollen frem til maj 2019, hvor han forlod klubben efter det ikke lykkedes at kvalificere sig til Champions League for andet år i streg.

### Napoli
Gattuso blev hyret som Napoli træner i december 2019, efter at Carlo Ancelotti var blevet fyret få dage inden. Han ledte Napoli til at vinde Coppa Italia i 2020, efter at de slog Juventus i finalen, hvilke var Gattusos første trofæ som træner. Han forblev i rollen frem til maj 2021, hvor han blev fyret efter Napoli ikke opnåede Champions League kvalifikation.

### Valencia
Gattuso havde i maj 2021 takket ja til jobbet som træner for Fiorentina, men valgte at trække sig fra stillingen før han overhovedet havde begyndt. Hans næste stilling blev i stedet spanske Valencia, hvor han tiltrådte i juni 2022. Han varede dog kun et halvt år i stillingen, før han blev fyret i januar 2023.

### Marseille
Gattuso blev hyret af Olympique de Marseille i september 2023. Han blev fyret bare fem måneder senere.

### Hadjuk Split
Gattuso overtog stillingen som cheftræner hos kroatiske Hadjuk Split i juni 2024. Han var i jobbet et år, før han forlod i juni 2025.

### Italien
Gattuso blev i juni 2025 hyret som træner for Italiens landshold, hvor han erstattede Luciano Spalletti som var blevet fyret en uge tidligere.